# Judah Ha-Levi (cràter)
Judah Ha-Levi és un cràter d'impacte en el planeta Mercuri de 85 km de diàmetre. Porta el nom de l'escriptor al-andalusí Yehudà ha-Leví (c. 1075-1141), i el seu nom va ser aprovat per la Unió Astronòmica Internacional el 1976.